# João Almino
João Almino est un écrivain brésilien né en 1950, connu surtout par ses romans situés à Brasilia, dont Cidade Livre. Il a fait son doctorat à Paris sous la direction du philosophe Claude Lefort. Il a enseigné à plusieurs universités, parmi lesquelles l'université nationale autonome du Mexique, l'université de Brasília, l'université de Californie à Berkeley, l'université Stanford et l'université de Chicago. En plus de ses romans, il est l'auteur de livres d'essais littéraires et philosophiques.

## Œuvres
- Ideias para onde passar o fim do mundo.
- Samba-enredo.
- Les cinq saisons de l'amour (Alfaguara, México, 2003; Corregidor, Buenos Aires, 2009; Host Publications, Austin/New York, 2008; editrice Il Sirente, Italia)
- O Livro das Emoções (Rio de Janeiro, Record, 2008; Dalkey Archive Press, 2012).
- Cidade Livre (Rio de Janeiro, Record, 2010; éditions Métailié, Paris, 2012).
- Hôtel Brasília (éditions Métailié, Paris, 2012).
- Enigmas da Primavera ((Rio de Janeiro, Record, 2015; Dalkey Archive Press, 2016).
- Entre facas, algodão ((Rio de Janeiro, Record, 2017; ‘’The last twist of the knife’’, Dalkey Archive Press, 2021).

## Prix littéraires
- Prix de l'Institut national du livre, pour Ideias para onde passar o fim do mundo (également finaliste du prix Jabuti)
- Prix Candango de littérature, pour Ideias para onde passar o fim do mundo
- Prix Casa de las Américas 2003, pour Les cinq saisons de l'amour
- Prix Passo Fundo Zaffari & Bourbon de littérature de meilleur roman publié en langue portugaise entre mai 2009 et mai 2011, Cidade Livre (également finaliste du Prix Jabuti et du Prix Portugal-Telecom).
- Nommé, International IMPAC Dublin Literary Award 2014, The Book of Emotions (O livro das emoções), et nommé, International IMPAC Dublin Literary Award 2015, Free City (Hôtel Brasilia, Cidade Livre).
- Finaliste du Prix Rio de littérature et finaliste du Prix São Paulo de littérature (Prêmio São Paulo de Literatura), catégorie meilleur roman, Enigmas da Primavera. Semifinaliste du Prix Oceanos de Littérature, Enigmas da Primavera.